# Débarquements de la libération de la France
Cet article court présente un sujet plus développé dans : débarquement de Normandie et débarquement de Provence.
Le terme de débarquements de la Libération de la France fait référence aux deux débarquements de 1944 en France :
- débarquement de Normandie du 6 juin 1944 ;
- débarquement de Provence du 15 août 1944.

## Vidéographie
- Richard Dale, Sally Weale, Débarquements Normandie-Provence, documentaire, DVD, 2 heures